# آفارئوس
در اساطیر یونان، آفارئوس (Ἀφαρεύς)، فرزند گورگوفونه و پری یرز بود. وی شوهر آرنه و پدر لینکئوس و آیداس محسوب می‌شد.